# 中华人民共和国毒品贸易

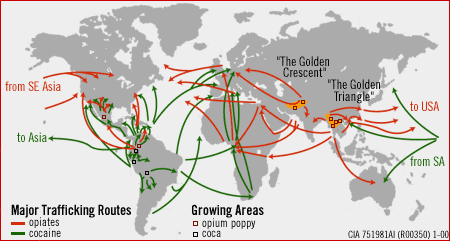
国际非法毒品贸易图

导致中華人民共和國毒品贸易的因素有很多，其中包括历史背景、地理位置、人口数量以及经济条件等等。中华人民共和国拥有世界五分之一的人口和庞大的经济规模，而鸦片在中世纪的第一次和第二次鸦片战争之前就已经对这个国家有着深远的影响。此外，由于临近金三角，金新月等多个沿海贸易地区，中国也逐渐变成了一个毒品贸易频繁地区。
从中国工农红军时期开始，中国共产党在部分苏区开始收鸦片税，零星开始鸦片贸易。到中国抗日战争时期，由中共官方主导鸦片种植与鸦片贸易，解决财政危机，称之为“特货” 。国共内战时期，鸦片已经作为重要经费来源。从1940年开始往后的一段时期，中国共产党为了解决金融危机开始在陕甘宁边区进行鸦片种植，并将成品买给当时被日本军占领、中国国民党占领的省区。
1949年中华人民共和国成立以后，初期通过英属香港向世界出售鸦片与鸦片制品，获得外汇。1952年中央人民政府全面禁毒后，在黑龙江生产建设兵团丶新疆生产建设兵团的国营农场以“药用”为名种植罂粟，估计直到1980年代初终止大面积种植，中国药用罂粟集中到甘肃省农垦集团公司种植。中华人民共和国于20世纪80年代实施“改革开放”政策，对外贸易量增加。由此，中华人民共和国对于毒品贸易的影响也发生了重大的变化。随着与东南亚和其他地区的贸易数量的增加，毒品也慢慢的开始在中华人民共和国传播。

## 概述
中国是可卡因、海洛因、摇头丸和冰毒等毒品的原材料的主要来源。许多东南亚国家都在使用中国的毒品原材料。中国每年生产超过100,000吨的醋酸酐（一种主要的工业用品，可用作毒品原材料）。报告显示，醋酸酐在金三角的毒品工厂里被转换成吗啡和海洛因。中国也是麻黄碱的主要出口国；墨西哥的大部分麻黄碱都产自中国。而麻黄碱又是冰毒的主要原材料。中国的一些毒贩子也尝试去大量生产和贩卖摇头丸。虽然中国一直大力禁毒，但仍然存在毒品生产和消费等现象。
中国凭借其便利的交通和发达的国际贸易设施，成为许多东南亚毒品的运输中转站。 从缅甸进入中国的大部分东南亚海洛因通过轮船运输到世界其他地区。 贩毒者利用青岛，上海，天津和广东等沿海城市发达的港口设施，沿海上航线运送海洛因。来自中亚的海洛因占进入中国的海洛因数量的22％。 中国政府认为，归因于中国基础设施和经济的持续发展，这些毒品的数量还有可能进一步增加；因此，中国政府一直在致力于制定更加完善的反毒品战略。

## 种植

### 大麻

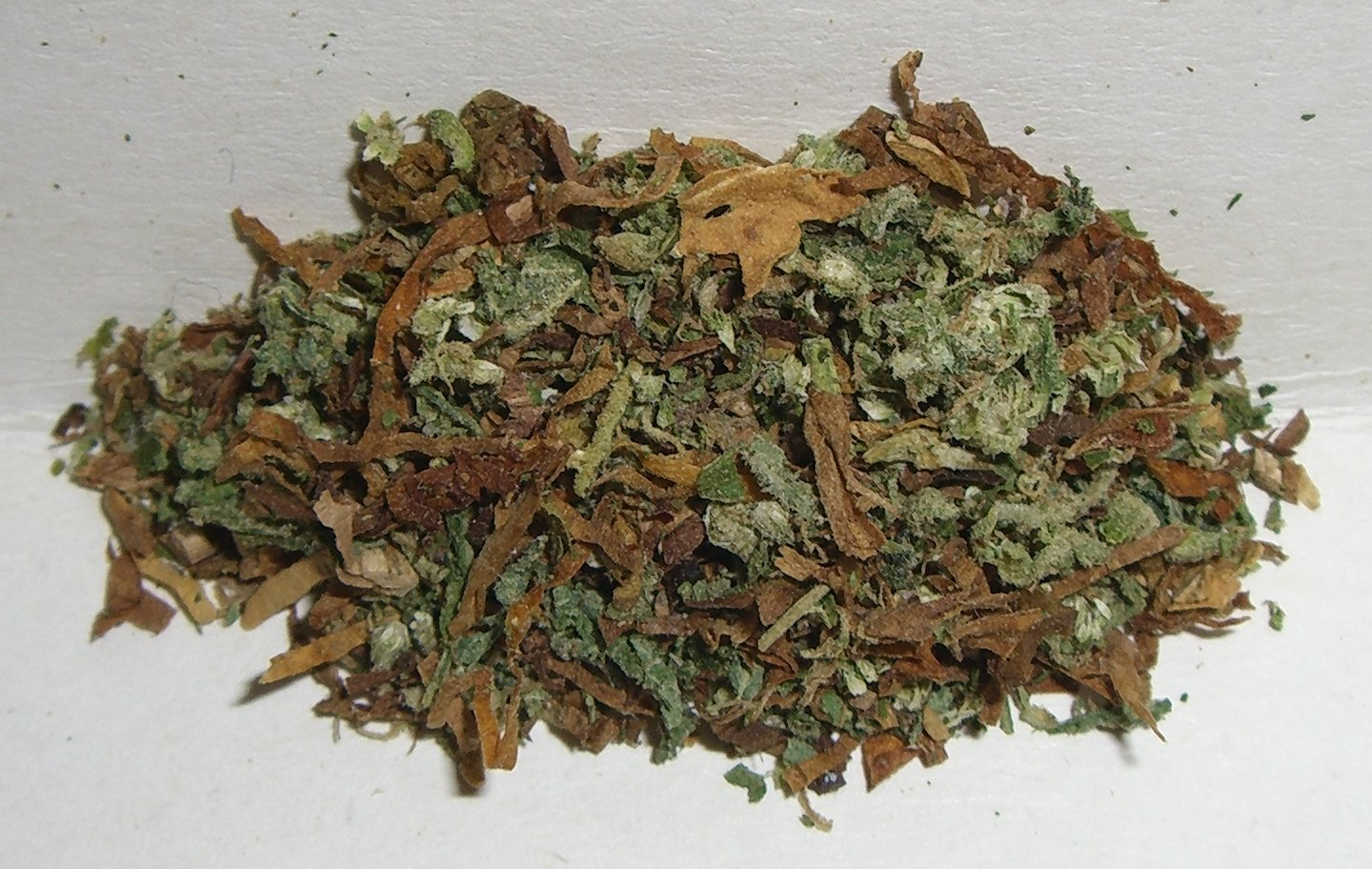
大麻

荷兰历史学家冯克指出尽管大麻在中华人民共和国已作为中药被种植将近两千年，大麻并未在现代中国成为毒品问题。
从民国时期起，大麻就很少被用为毒品，大麻油也只在一些地区被作为润滑油，但也不排除当地农民了解大麻的毒性。
大麻在中华人民共和国西南部自然生长，并在一些地区被合法商用于生产绳子。 大部分非法大麻种殖发生在新疆和云南地区，仅在国内流通。2002年，中华人民共和国执法部门缴获了1.3吨大麻。

### 麻黄
中国政府监管并控制所有的麻黄种植农场。从麻黄草提取出来的生物碱和伪麻黄碱成分被用于医药生产，并在国内外售卖，中国和印度是世界上主要的麻黄提取成分生产国。麻黄也在中国北方的广大地区野生的生长。

### 鸦片

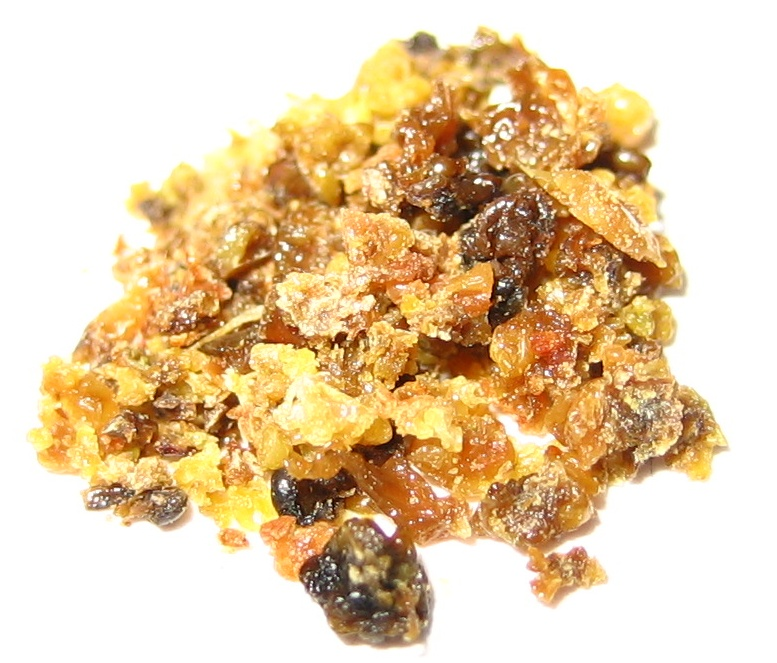
未处理过的鸦片

在中华人民共和国云南省、宁夏回族自治区、蒙古省中部以及西北边境等偏远区域，种植罂粟不会被纳入是否违法的考量；这些地方产出的鸦片并没有被用于合成海洛因，而是被当地少数民族所使用。
合法种植罂粟是由中华人民共和国国务院下属的农业部和国家药品监督管理局所控制。根据联合国（U.N.）国际麻醉药管制局（INCB）所提供的数据显示，中华人民共和国每年生产约31,000磅的合法麻醉剂由中华人民共和国制药企业所使用，并且没有任何鸦片是从外国进口的。
在二十世纪五十年代，中国共产党中央委员会主席毛泽东对根除鸦片生产及消费做出了很大的贡献：对上亿鸦片成瘾者进行药物治疗，对毒品交易者行刑，并且在以前用于种植罂粟的植被上种上其他植物。由于毛泽东的影响，罂粟生产商从中国南部边境逐渐向金三角区域移动。与此同时，残留的鸦片交易也多在亚洲东南部进行。随后，越南战争的爆发也导致了鸦片在美国士兵间的流行。1971年时，约20%的士兵承认自己对鸦片成瘾。
到了2003年时，中国约有四百万毒品交易者和一百万已知毒品成瘾者。

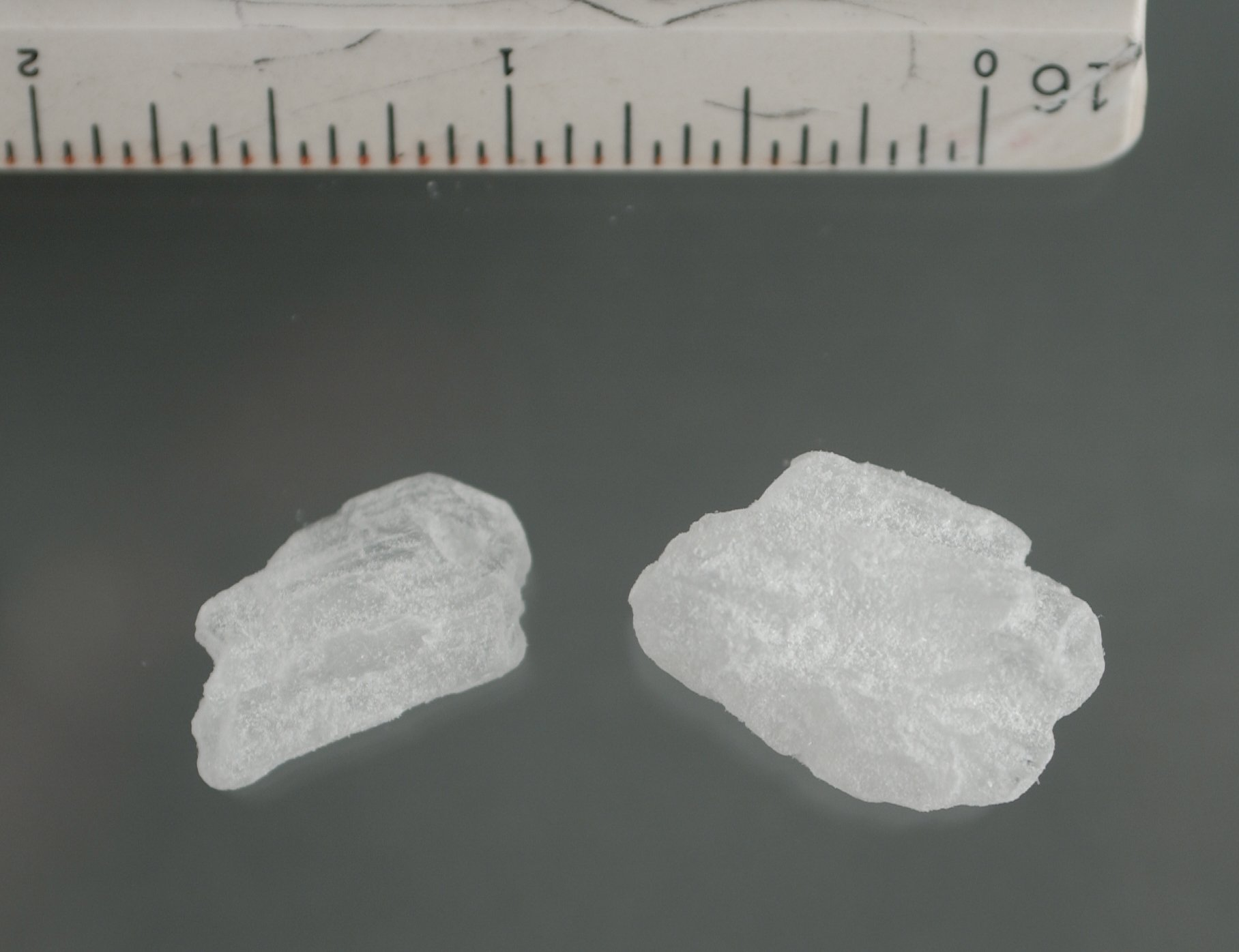
纯冰毒

### 合成毒品
甲基苯丙胺（冰毒）是由伪麻黄碱和麻黄碱等化学物质作为基础生产而成；在中国，这些不受管制的化学物质加速了冰毒的大量生产。据已知毒品监管数据报告，非法冰毒实验室主要沿中国东部和东南部海岸诸省的海岸线发展。许多在研究室研究冰毒的贩毒者来自香港、台湾、日本等大型犯罪组织。
随着日渐增长的北京、上海、南京、广州、深圳等地的派对常客，中国制度管理官员表示摇头丸（MDMA）的本地生产数量具有明显的增长趋势；更有数据显示，多数中国摇头丸（MDMA）都是由本地人购买的。为了满足民众需求，甚至有非法毒品交易商从荷兰进口摇头丸然后转卖。
一些中国化验工厂使用欧洲引进的咖啡因和氯胺酮（k粉）去合成摇头丸和致幻剂。2006年的数据显示，中国摇头丸的生产价格仅为0.06美元，然而贩毒者在上海会以高达36美元的价格售出。

## 贩毒

### 贩毒组织
参与东南亚海洛因贸易的毒贩大部分来自果敢、云南、福建、广东，以及其他与外国接邻的中国少数民族。这些群体居住并活跃参与缅甸、柬埔寨、加拿大、香港、台湾、泰国和美国等地区的贩毒活动。
关于中国毒贩贸易活动的报道很少。据中国有关当局报道称毒贩开始将大型货物分成较小的货物体系来减少被捕时的损失。报道还称毒贩开始利用妇女、孩子、和未受教育的农民去以身体携带毒品的方式（吞噬包含毒品的胶囊，塑料等之后以排泄的方式排出毒品）来从金三角地区运输到广东和中国的其他地方。
在中国非法贩毒行业，许多个人或者犯罪团伙随身携带枪支和手榴弹以防被警方逮捕，或是确保毒品在运输中不会被劫持；个别走私团伙的装备甚至比当地警方的装备更为精良。在缅中边境，毒品走私横行，并且有着许多帮派之间的交火发生。在中国《刑法》第347条至第357条中，对于鸦片、海洛因等危害较为严重的烈性毒品，最重可处无期徒刑、死缓及死刑。司法实践中对于涉毒犯罪常从重量刑，在刑法的所有死刑罪名中涉毒案件的致死比率较高，所以许多贩毒者认为比起接受法律的审判，他们更有可能在交火中幸存。

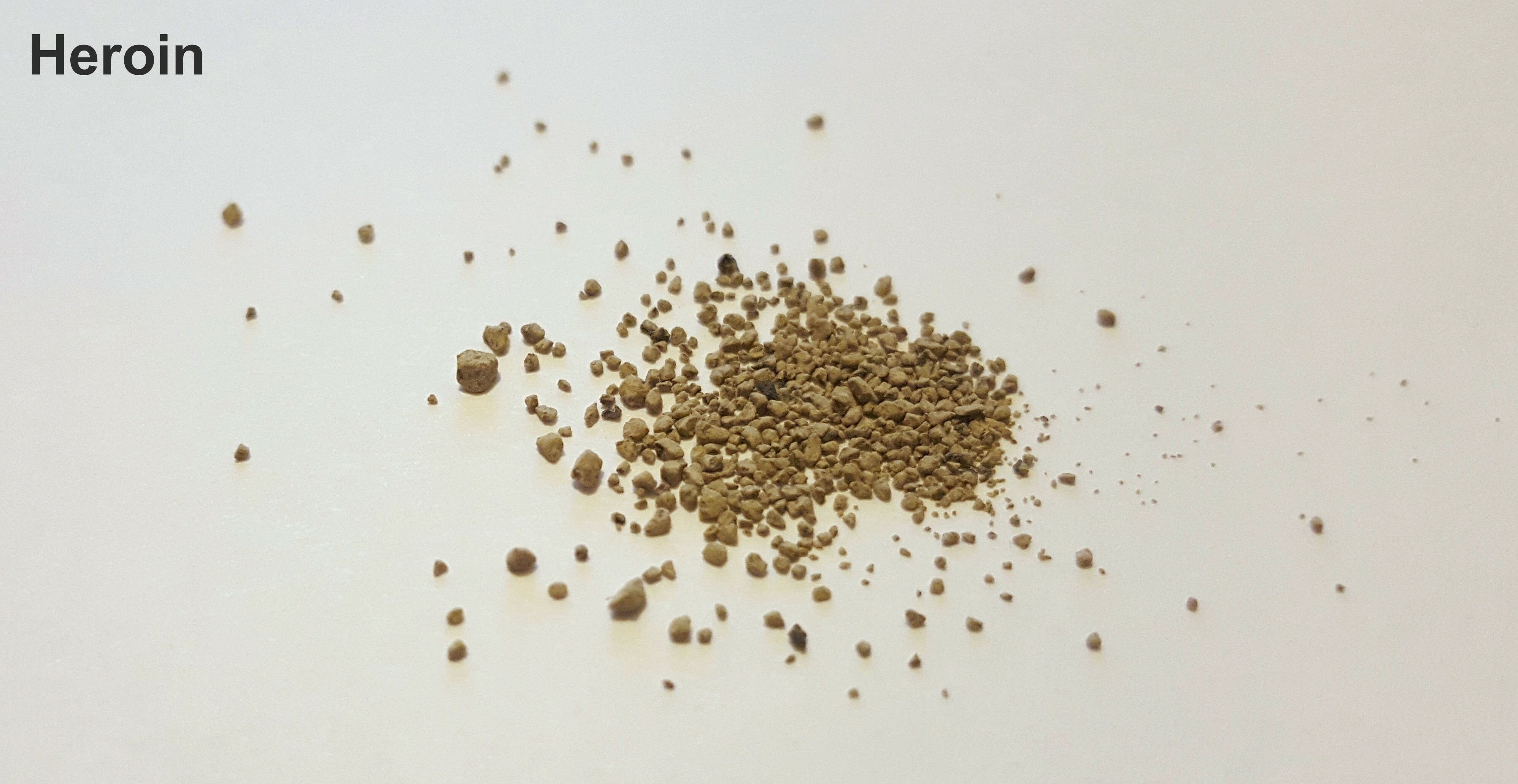
海洛因

### 海洛因
缅甸是中国主要海洛因非法进口国。这些海洛因进入中国境内后通过各种陆路方式运输，横穿云南或广西，途径广东或福建，到达东南沿海地区，并最终流入国际市场。贩毒团伙也利用青岛、上海和天津等东北城市扩大的港口设施海运海洛因。一些贩毒者因缅中边境过关愈发严厉的关系也开始通过渔船把海洛因从缅甸运往中国东南部。
海洛因亦从阿富汗、巴基斯坦和塔吉克斯坦进入中国西北部，占西北部海洛因进口量约20%。

### 合成毒品
由于有着充足的原材料，中国的贩毒者得以生产大量的冰毒。 虽然大部分冰毒都贩卖到了中国国内市场，但仍有一些冰毒被运往东南亚的其他市场。 中国南方的几个港口，例如广州港和深圳港，成为了冰毒的重要中转站。
中国的一些摇头丸毒贩与美国毒品市场有着联系。 2001年6月，旧金山缉毒局的两项调查中缉获的摇头丸药片恰好与几天前在中国深圳被缴获的30万片摇头丸是同一批次。 2002年，中国官员在中国查获了300多万支摇头丸。

### 毒品原材料
中国一直致力于打击不法分子利用化学品合成非法药物。部分化学品可以被用于制作海洛因、可卡因、以及许多安非他命类兴奋剂。中国及其邻国印度是世界上麻黄碱主要出口国。中国每年生产超过10万吨醋酸酐，从美国和新加坡进口2万吨。同时，中国也是世界上第二大高锰酸钾生产国。
为了打击贩毒集团非法合成毒品，中国在1992年至1998年施行了若干关于前体化学品管制的条例，并于1988年签署了《联合国禁止非法贩运麻醉药品和精神药物公约》。此外，政府在1999年到2000年之间加强了对麻黄碱的管控。
中国参与了美国缉毒局对醋酸酐和高锰酸钾的国际监测举措。醋酸酐和高锰酸钾都是非法药物制造中最为常见的化学品——醋酸酐可与吗啡反应得到海洛因，而高锰酸钾可用作可卡因生产中的氧化剂。此外，中国当局使用无异议函制度（LONO）来进一步控制麻黄碱和伪麻黄碱的出口。如果没有出口国相关部门的批准，中国将不允许出口麻黄碱或伪麻黄碱给承销人；对于那些不签发进口许可证的国家，其必须向中国当局提供无异议函。
据报告显示，大量的醋酸酐从中国出口到金三角地区用于制作吗啡和海洛因。中国境内前体化学品缉获量从1991年50吨增长到了2002年近300吨。

## 与毒品相关的洗钱活动
随着更多的贸易投资和越来越多的中国外国银行分行，中国可能会成为一个新兴的洗钱中心。
中国已经开始着手调查洗钱活动。在公安部设立了经济犯罪侦查局，专注于打击非法活动。中国人民银行开始了几项结构性改革，如建立支付贸易监督部门和洗钱工作部门。中国人民银行还制定了金融机构用于报告可疑交易的准则，并使公众了解有关洗钱和恐怖主义融资问题的新规定。

## 毒瘾及其治疗手段

### 常见毒品

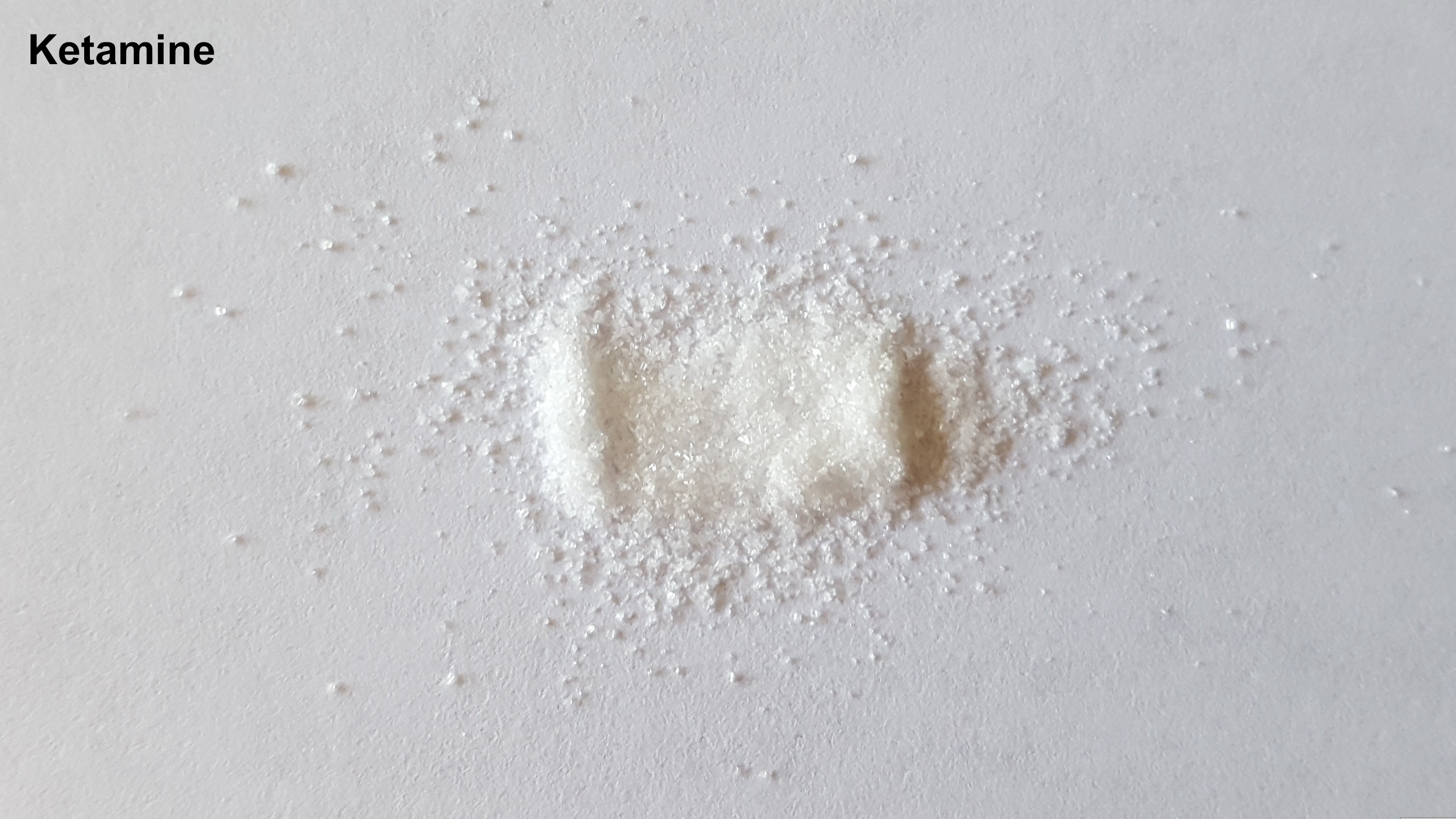
K粉

注射式海洛因，吗啡，吸入式的鸦片，冰毒，硝甲西泮，替马西泮和摇头丸为吸毒者首选的毒品。选择鸦片还是海洛因或吗啡，使用什么摄入方法也因地区而异。随着年轻人的收入增加，并且有了更多的自由时间，他们摄入海洛因和鸦片的可能性大大提高。在中国，冰毒的使用仅次于海洛因以及吗啡的使用。最近几年来，随着中国不断增长的城市地区，摇头丸开始变得流行。
《南华早报》报道了氯胺酮（K粉）使用量的上升。它在年轻人中尤为流行。在中国南方的非法作坊中，氯胺酮可以很轻易地进行大规模生产。由于其制作的成本低以及带来的收益低，毒贩便进行大规模分销，从而使它渗透在人群中，甚至包括学龄儿童。南华早报援引社会工作者的话说，四人分享只20港币价值的氯胺酮（K粉）就能飘飘欲仙，并且认为约80%的年轻吸毒者都会吸食K粉。

### 吸毒人数
截至2013年，中国登记在册吸毒人数为247.5万人，其中海洛因成瘾人数为132.6万人，占吸毒人员总数的53.6%。根据一些非官方的估数，吸毒人数则高达一千二百万。登记在案的吸毒者中83.7%为男性，年龄35岁以下的占73.9%。
2001年，在确认的2.2万例人类免疫缺陷病毒（HIV）和获得性免疫缺陷综合征（艾滋病）(AIDS) 病例中，静脉注射海洛因者占70.9%。中国官方越来越担心甲基苯丙胺和其他苯丙胺（安非他命）类兴奋剂的滥用。

### 戒毒项目
中国具备自愿和强制的毒品戒断项目，而强制的戒断更为普遍。大多数去这些戒毒所的瘾君子都是在政府的命令下不自愿进行戒毒的。由公共卫生局运营的中心提供自主治疗，但这些项目花费更昂贵，许多人无法负担。对于接受治疗后复吸毒和用尽手段不能治愈的人员，可以在专门的药物康复中心进行劳动改造。这些中心与外界隔绝、限制病人活动，并具备辅助军事程序，在类似监狱的条件下运作。
中国一直在通过媒体和建立无毒品社区等致力于减少吸毒人口。年龄17至35岁的个体是最大的吸毒者群体，也是毒品限制的主要对象。

## 法律与执法行动
在国家层面上，负责管理合法和违法毒品的部门为健康部、公共安全部和海关总署。国家食品药品监督管理总局监管有关制药工业中的法律的实施。海关总署的预防走私部在拦截非法毒品运输上起着重要的作用，而公安部缉毒局则处理一切涉及鸦片、海洛因和脱氧麻黄碱的形式调查。
在1990年中国政府设立了国家毒品管理委员会(NNCC)，有25个部门组成，包括公安部、卫生健康委员会和海关总署。该委员会在全国统一进行毒品管理工作, 并通过一个基于公共安全部的操作机构负责国际药品管理合作。

## 公约
中国是1971年《精神药物公约》、1972年《麻醉品单一公约》和1988年《联合国禁止非法贩运麻醉药品和精神药物公约》的缔约国。中国是国际刑警组织(INTERPOL)成员，并从1984年起加入国际麻醉药管制局(INCB)。
中国还与伊朗、巴基斯坦、塔吉克斯坦、土库曼斯坦、乌兹别克斯坦、俄罗斯和美国共同合作，旨在加强中亚地区及周边国家禁毒执法活动的信息共享和协调。
2000年6月，中美签署法律互助协议。该条约随后于2001年3月8日生效。1999年，中美签署了双边海关互助协定，但是这项协定尚未生效。1997年5月，中美签署了《执法合作谅解备忘录》，允许两国在逐个案件的基础上就毒品调查和起诉提供援助。
中国与24个国家签署了30多个涉及民事和刑事问题的法律互助协议。1996年，中国与俄罗斯、墨西哥、巴基斯坦签署了法律互助协议，重点解决毒品走私问题。中国还与印度签署了禁毒合作协议。
中缅两国继续就反毒品问题进行对话，例如佤联军在中缅边境走私毒品。中国政府鼓励并为中缅边境的缅甸替代作物项目提供援助。中国还与缅甸、柬埔寨、老挝、泰国、越南以及联合国毒品和犯罪问题办公室着手签署《谅解备忘录》。

## 引用
1. 1 2  . : 第1605页. 特货，即大烟（鸦片）、吗啡等。
2. 1 2  .   [2018年4月3日]. （原始内容存档于2018-04-04）. 据《解放日报》报道，……三岔贸易支公司，当年输入粮食1500石……特货（大烟）1200两。
3. ↑  http://criticalasianstudies.org/assets/files/bcas/v08n03.pdf （页面存档备份，存于） p. 19
4. ↑  一三○团史志编纂委员会. . 北京: 中华书局. 2002年: 第124页. ISBN 7-101-02705-9. （五）罂粟：七十年代作为药材上级指令种植，代号为“100号”……八十年代停种
5. ↑  . 2010-06-18  [2018年4月5日]. （原始内容存档于2018-04-05）.
6. ↑  凤凰网. . 2010年10月12日  [2018年4月5日]. （原始内容存档于2018-04-05）.
7. ↑  Dikötter, Frank. . Chicago: University of Chicago Press. 2004: 200  [2025-04-15]. ISBN 978-0-226-14905-9.
8. ↑  Clark, Caroline. . Health and History. 2005, 7 (1): 112  [2025-04-15]. ISSN 1442-1771. JSTOR 40111521. doi:10.2307/40111521.
9. ↑  , Oxford University Press, 2007-12-01  [2025-04-15], doi:10.1093/ww/9780199540884.013.u208397 （英语）
10. ↑  , Oxford University Press, 2007-12-01  [2025-04-15], doi:10.1093/ww/9780199540884.013.u33344 （英语）
11. ↑  Kasinitz, Philip. . Sociological Forum. 2014-09, 29 (3): 749  [2025-04-15]. ISSN 0884-8971. doi:10.1111/socf.12114 （英语）.
12. ↑  Lindstrøm, Maia; Saidj, Madina; Kowalski, Krystyna; Filges, Trine; Rasmussen, Pernille Skovbo; Jørgensen, Anne-Marie Klint. . Campbell Systematic Reviews. 2015, 11 (1)  [2025-04-15]. ISSN 1891-1803. doi:10.4073/csr.2015.9 （英语）.
13. ↑  . www.china-embassy.org.   [2019-07-06]. （原始内容存档于2019-07-07）.
14. ↑  United Nations, , UN: 10–10, 2017-11-17  [2025-04-15], ISBN 978-92-1-057347-4, doi:10.18356/b6dc1c21-en-fr （英语）
15. ↑  . International Legal Materials. 1971-03, 10 (2): 261-288  [2025-04-15]. ISSN 0020-7829. doi:10.1017/S0020782900040523 （英语）.